# Bernwiller
Bernwiller es una comuna francesa situada en el departamento de Alto Rin y la colectividad europea de Alsacia de la región de Gran Este.

## Historia
Fue creada el uno de enero de 2016, en aplicación de una resolución del prefecto de Alto Rin de 12 de noviembre de 2015 con la unión de las comunas de Ammertzwiller y Bernwiller, pasando a estar el ayuntamiento en la antigua comuna de Ammertwiller.

## Demografía
| Gráfica de evolución demográfica de Bernwiller entre 1800 y 2019 |
|                                                                  |

Los datos entre 1800 y 2013 son el resultado de sumar los parciales de las dos comunas que forman la nueva comuna de Bernwiller, cuyos datos se han cogido de 1800 a 2006, para las comunas de Ammertzwiller y Bernwiller de la página francesa EHESS/Cassini. Los demás datos se han cogido de la página del INSEE.

## Composición
| Comuna delegada | Código INSEE | Población (2013) | Superficie (km²) | Densidad (hab./km²) |
| --------------- | ------------ | ---------------- | ---------------- | ------------------- |
| Ammertzwiller   | 68006        | 433              | 3.05             | 142                 |
| Bernwiller      | 68031        | 673              | 10.65            | 63                  |